# Moringharu (vid Aspö, Korpo)
Moringharu är en ö i Finland. Den ligger i Skärgårdshavet och i kommunen Pargas i landskapet Egentliga Finland, i den sydvästra delen av landet. Ön ligger omkring 70 kilometer sydväst om Åbo och omkring 190 kilometer väster om Helsingfors. Moringharu ligger 4 meter över havet.
Öns area är 2,8 hektar och dess största längd är 240 meter i sydväst-nordöstlig riktning. Det finns inga samhällen i närheten.